# قوات حماية نساء بيث نهرين
قوات حماية نساء بيث نهرين (بالسريانية: ܚܝܠܘ̈ܬܐ ܕܣܘܬܪܐ ܕܢܫ̈ܐ ܕܒܝܬ ܢܗܪܝܢ) هي منظّمة عسكريّة سورية آشورية تتكون من وحدات شرطة نسائية، مقرها في بلدة القحطانية بمحافظة الحسكة.
تم إنشاء المنطمة كلواء نسائي في المجلس العسكري السرياني وتتولى أدوار الحراسة في المناطق التي يتواجد فيها السكان المسيحيون الآشوريون.
تشمل المنظمة قوات عسكرية وقوات شرطة. يمتلك قسم الشرطة مكاتبًا أمنية وعسكرية بالإضافة لأكاديميات ونقاط عسكرية في منطقة الجزيرة السورية.

## التاريخ
تم تشكيل قوات حماية نساء بيث نهرين في اليوم الأول من سبتمبر 2015. وأعلنت الجماعة، خلال الإعلان عن تشكيلها، أنها ستقاتل بتوجيه من حزب الاتحاد السرياني بالتحالف مع قوات سوتورو السريانية، وأنها ستعمل على «تحسين قيم الشعب السرياني وحقوق المرأة والتضامن مع نساء الأمم الأخرى والكفاح ضد الرجعية».
في 6 نوفمبر 2016، أعلنت الوحدات أنها ستشارك في هجوم الرقة إلى جانب القوى الكردية والعربية والسريانية في قوات سوريا الديمقراطية.

## الأيديولوجية
تتبنّى قوات حماية نساء بيث نهرين «أيديولوجية Dawronoye»، وهي حركة علمانية يسارية نشأت في ثمانينات القرن العشرين في مديات بتركيا.
أعلنت شميران شمعون، رئيسة الاتحاد النسائي السرياني في سوريا، أن تشكيل هذه المنظمة قد تم بسبب اضطهاد وتجاهل النساء الآشوريات في سوريا من قبل المجتمعات الذكورية في المنطقة.
كما أن أحد أسباب تشكيل هذه القوات هو لضمان الحقوق المتساوية للنساء الآشوريات في سوريا، ومقاومة القيود التي وضعتها الشخصيات الدينية في المنطقة على النساء والنشاطات النسوية.